# Oxyna utahensis
Oxyna utahensis är en tvåvingeart som beskrevs av Quisenberry 1949. Oxyna utahensis ingår i släktet Oxyna och familjen borrflugor. Inga underarter finns listade i Catalogue of Life.